# زیرساخت حریم خصوصی و احراز هویت شبکه محلی بی‌سیم
زیرساخت احراز هویت و حریم خصوصی شبکه‌های محلی بی‌سیم (WAPI) یک استاندارد ملی چینی برای شبکه‌های محلی بی‌سیم (GB 15629.11-2003) است. اگرچه ادعا می‌شود که با تقلید از وای-فای طراحی شده‌است، اما سازگاری آن با پروتکل امنیتی مورد استفاده در استاندارد شبکه بی‌سیم آی‌تریپل‌ئی ۸۰۲٫۱۱ که توسط آی‌تریپل‌ای توسعه یافته، محل اختلاف است. به دلیل دسترسی محدود به این استاندارد (تنها یازده شرکت چینی به آن دسترسی داشتند)، این موضوع در کانون یک اختلاف تجاری بین آمریکا و چین قرار گرفت. پس از آن، استاندارد به ایزو ارائه و رد شد. در سال ۲۰۱۰ مجدداً به ایزو ارائه شد، اما در تاریخ ۲۱ نوامبر ۲۰۱۱ و پس از پس گرفته شدن توسط چین، به‌عنوان یک پروژه لغو گردید.

## نحوه عملکرد استاندارد
واپی که برای برطرف کردن رخنه‌های امنیتی موجود (WEP) در استاندارد بین‌المللی شبکه محلی بی‌سیم (ISO/IEC 8802-11) آغاز شد، در سال ۲۰۰۳ به‌عنوان استاندارد ملی چین منتشر گردید. کارکرد واپی به این صورت است که یک واحد خدمات احراز هویت مرکزی(اختصاری ASU) وجود دارد که هم کاربر بی‌سیم و هم نقطه دسترسی آن را می‌شناسند و به عنوان مرجع مرکزی، هویت هر دو را تأیید می‌کند. پیش‌نویس این استاندارد (JTC1/SC6 N14619) امکان انتخاب الگوریتم رمزگذاری متقارن را فراهم می‌کند. بدین ترتیب، انتخاب الگوریتم بین AES یا SMS4 خواهد بود، که در ژانویه ۲۰۰۶ از طبقه‌بندی خارج شد و بنا بر گزارش‌ها مورد ارزیابی کارشناسان مستقل قرار گرفته‌است.

## History

### جنگ تجاری چین-آمریکا
اواخر سال ۲۰۰۳، دولت چین سیاستی را اعلام کرد مبنی بر این که دستگاه‌های بی‌سیم فروخته‌شده در چین باید از واپی پشتیبانی کنند و شرکت‌های خارجی مایل به ورود به بازار چین می‌توانند محصولات سازگار با واپی را یا بطور مستقل تولید کنند، یا با یکی از ۱۱ شرکت چینی‌ای که به استاندارد دسترسی داشتند، شریک شوند. این موضوع به یکی از محورهای گفت‌وگوی تجاری بین وزیر امور خارجه آمریکا کالین پاول و مقام همتای چینی او تبدیل شد. چین موافقت کرد اجرای این سیاست را به‌طور نامحدود به تعویق بیندازد.

### رد طرح توسط ایزو
انجمن استانداردهای چین پس از مدتی، پیش‌نویس ایزوی واپی (ISO/IEC JTC1 N7904) را برای دریافت تأیید به سازمان ایزو ارائه کرد که تقریباً هم‌زمان با ارائه استاندارد آی‌تریپل‌ئی ۸۰۲٫۱۱آی اتفاق افتاد. پس از مباحث فراوان پیرامون مسائل فنی و روند کار، دبیران کل آی‌ئی‌سی/ایزو تصمیم گرفتند این پیشنهادها را به رأی‌گیری سریع هم‌زمان ارسال کنند. در مارس ۲۰۰۶، پیشنهاد ۸۰۲٫۱۱آی تأیید و پیشنهاد واپی رد شد. این نتیجه در نشست رسیدگی به آرای مربوط که در ژوئن ۲۰۰۶ برگزار شد، تأیید گردید.
این روند به دو اعتراض انجمن استانداردهای چین به دبیران کل آی‌ئی‌سی/ایزو منجر که مدعی «غیراخلاقی» و «غیرمنصفانه» بودن رفتار در جریان رأی‌گیری و بروز بی‌نظمی در فرایند رسیدگی به آرا بودند.
خبرگزاری شین‌هوآ در ۲۹ مه ۲۰۰۶ گزارش داد که این اعتراض‌ها در آوریل و مه ۲۰۰۶ ثبت شده و طبق این گزارش، مدعی بود که آی‌تریپل‌ئی در «سازمان‌دهی توطئه علیه واپی ساخت چین، توهین به چین و سایر نهادهای ملی و استفاده از ارعاب و تهدید» نقش داشته است.
شین‌هوآ این ادعاها را به‌صورت مشخص مطرح نکرد. در ژوئیه ۲۰۰۶، ۸۰۲٫۱۱آی به‌عنوان استاندارد آی‌ئی‌سی/ایزو منتشر شد. واپی دیگر در دستور کار آی‌ئی‌سی/ایزو قرار ندارد و همه اعتراض‌ها رد شده‌اند.
پس از اعلام نتایج اولیه در مارس ۲۰۰۶، گزارش‌های مطبوعاتی مختلفی از چین حاکی از آن بود که ممکن است همچنان استفاده از واپی در چین الزامی شود.
اعلام «مانع فنی تجارت» به سازمان تجارت جهانی در ژانویه ۲۰۰۶ و اظهارات ژوئن ۲۰۰۶ در ISO/IEC JTC1/SC6 که در آن انجمن استانداردهای چین اعلام کرد وضعیت ۸۰۲٫۱۱آی را به‌عنوان استاندارد بین‌المللی به‌رسمیت نخواهد شناخت، این احتمال را تقویت می‌کرد. بااین‌حال تا اوایل ۲۰۰۷، تنها سیاست رسمی چین درباره این استاندارد، «ترجیح دولتی» استفاده از آن در دستگاه‌های دولتی و سیستم‌های تأمین مالی‌شده توسط دولت بود. نامشخص است که این اولویت تا چه اندازه اجرایی شده و به‌نظر می‌رسد تأثیر کمی بر بازار غیردولتی داشته است.

### درخواست ثبت دوباره در ایزو
در سال ۲۰۰۹، از سوی SC6 به چین پیشنهاد شد که واپی بار دیگر به SC6 ارائه شود. بعد از گذراندن مرحله نخست رأی‌گیری، شماره استاندارد ISO/IEC 20011 به آن اختصاص یافت. آرا و تعهد به مشارکت در این فرایند استانداردسازی از سوی چین، کره، جمهوری چک، سوئیس و کنیا مثبت بود و از سوی آمریکا و بریتانیا رأی منفی داده شد. آمریکا و کارگروه آی‌تریپل‌ئی ۸۰۲٫۱۱ مجموعه‌ای از توضیحات مفصل ارائه کردند تا استدلال‌های ارائه شده توسط چین در پیشنهاد پروژه جدید را رد کنند.
رسیدگی به توضیحات رأی‌گیری فقط از ژوئن ۲۰۱۱ آغاز شد و نمایندگان ملی از آمریکا، بریتانیا، چین، کره و سوئیس و همچنین کارگروه آی‌تریپل‌ئی ۸۰۲٫۱۱ در آن شرکت داشتند. نماینده سوئیس طی این فرایند اذعان کرد که وی مشاور پولی شرکت IWNCOMM، منبع فناوری واپی در چین است. نمایندگان کنیا و جمهوری چک پس از پایان رأی‌گیری در اوایل ۲۰۱۰، در فرایند رسیدگی به توضیحات یا دیگر بحث‌های مربوط به واپی شرکت نکردند.
فرایند رسیدگی به توضیحات ناموفق ماند، زیرا توافقی بر مسائل بنیادین به‌دست نیامد. برای نمونه، نماینده چین همچنان اصرار داشت که ضرورت واپی به این دلیل است که در ۸۰۲٫۱۱ از WEP استفاده شده که آسیب‌پذیر محسوب می‌شود. در سوی دیگر، نماینده آمریکا و نماینده کارگروه آی‌تریپل‌ئی ۸۰۲٫۱۱ تأکید داشتند که امنیت مبتنی بر WEP در نسخه ۸۰۲٫۱۱-۲۰۰۷ منسوخ و امنیت بر پایه WPA2 جایگزین شده است و هرگز کسی ضعفی در WPA2 مطرح نکرده است. افزون بر این، کارگروه آی‌تریپل‌ئی ۸۰۲٫۱۱ اشاره کرد که قابلیت ارائه‌شده توسط سیستم‌های واپی تنها زیرمجموعه کوچکی از امنیت ارائه‌شده توسط سیستم‌های مبتنی بر WPA2 است.
سرانجام نماینده چین در اکتبر ۲۰۱۱ سند JTC1/SC6 N15030 را پس گرفت و این پروژه در فوریه ۲۰۱۲ رسماً توسط SC6 لغو شد. دلیل پس گرفتن استاندارد نامشخص است. طرفداران چینی واپی از IWNCOMM هنگام اعلام پس گرفتن، آشکارا ابراز نارضایتی کردند. گمانه‌زنی شده است که نهادهای دولتی چین دستور پس گرفتن داده‌اند، چون پس از هشت سال، تلاش‌ها برای ثبت واپی به‌عنوان استاندارد ISO/IEC شکست خورده بود. افزون بر این، با وجود اجباری شدن استفاده از واپی در چین برای تلفن‌های همراه مجهز به وای-فای و اپراتورهای چینی، در عمل بندرت از آن استفاده می‌شود.

## مصرف گوشی‌های همراه چینی
گوشی‌های تلفن همراه در چین تحت کنترل MIIT هستند. «به تعویق انداختن نامحدود» الزام واپی در سال ۲۰۰۳ باعث شد MIIT صدور گواهی برای هر گونه گوشی با قابلیت وای-فای را متوقف کند. در سال ۲۰۰۹، شرطی مبنی بر این‌که گوشی‌های چینی اگر قابلیت WLAN داشته باشند باید از واپی پشتیبانی کنند، وضع شد و به‌طور مؤثر ممنوعیت سخت‌افزار WLAN در تلفن‌های همراه چینی برداشته شد. یکی از چالش‌های اصلی در عرضه آیفون در چین، پشتیبانی از وای-فای بدون استاندارد واپی بود و در نهایت، آیفون بدون هیچ‌گونه قابلیت WLAN عرضه شد.
طبق گزارش مرکز پایش رادیویی دولتی چین، در آوریل ۲۰۱۱ مقامات نظارتی باندهای فرکانسی، استفاده یک تلفن همراه جدید اپل با پشتیبانی از 3G و شبکه بی‌سیم شامل واپی را تأیید کردند. گوشی‌های Mini 3 شرکت دل نیز مجوز دسترسی به شبکه را در چین دریافت کرده‌اند.
ترجیح دولت چین برای استاندارد واپی تا حدی مشابه ترجیح این کشور برای تی‌دی-اس‌سی‌دی‌ام‌ای در شبکه نسل سوم است.

## اتحادیه واپی
یک «اتحادیه واپی» مشابه با اتحادیه وای-فای در چین وجود دارد.